# كامران علييف
كامران علييف (بالأذرية: Kamran Əliyev) (الروسية: Алиев, Камран Гурбанович) هو لاعب كرة قدم أذربيجاني وروسي في مركز الهجوم، ولد في 15 أكتوبر 1998 في Novoivanovka ‏ في أذربيجان. لعب مع نادي خيمكي.

## وصلات خارجية
- كامران علييف على موقع قاعدة بيانات كرة القدم.إي يو (الإنجليزية)
- كامران علييف على موقع Soccerway.com (الإنجليزية)
- كامران علييف على موقع عالم كرة القدم.نت (الإنجليزية)